# 1935 en football
Cet article présente les faits marquants de l'année 1931 en football.

## Janvier
- 24 janvier : au stade Chamartin de Madrid, l'équipe d'Espagne s'impose 2-0 face à l'équipe de France.
- 27 janvier : l'équipe d'Uruguay remporte la Copa América.

## Février
- 7 février : création du club algérien l'Union sportive madinet El Harrach.
- 17 février : à Rome, l'équipe d'Italie s'impose 2-1 face à l'équipe de France.

## Mars
- 17 mars : au Parc des Princes de Paris, l'équipe d'Allemagne s'impose 3-1 face à l'équipe de France.

## Avril
- 14 avril : au stade du Heysel de Bruxelles, l'équipe de Belgique et l'équipe de France font match nul 1-1.
- 20 avril : Rangers remporte la Coupe d'Écosse face à Hamilton Academical, 2-1.
- 27 avril : Sheffield Wednesday remporte la Coupe d’Angleterre en s’imposant en finale face à West Bromwich Albion, 4-2.

## Mai
- 5 mai : l'Olympique de Marseille remporte la Coupe de France face au Stade rennais, 3-0.
- 12 mai : le FC Sochaux est sacré champion de France.
  - Article détaillé : Championnat de France de football D1 1934-35.
- 15 mai : au Stade olympique Yves-du-Manoir de Colombes, l'équipe de France s'impose 2-0 sur l'équipe de Hongrie.
- 25 mai : le Rapid Vienne est champion d'Autriche.

## Champions nationaux
- Allemagne : Schalke 04.
- Angleterre : Arsenal.
- Autriche : Rapid Vienne.
- Belgique : Royale Union Saint-Gilloise.
- Espagne : Real Betis Séville.
- Écosse : Rangers.
- France : FC Sochaux.
- Italie : Juventus.
- Pays-Bas : PSV Eindhoven.
- Portugal : FC Porto
- Suisse : Lausanne Sports.

## Juin
- 2 juin : la Juventus est championne d'Italie.
- 30 juin : le Séville FC remporte la Coupe d'Espagne en s'imposant 3-0 face au Centre d'Esports Sabadell.

## Août
- 25 août, Championnat de France : très large victoire de Sochaux sur Valenciennes (12-1 ). Le suisse André Abegglen réussit l'exploit d'inscrire sept buts à lui seul.

## Octobre
- 27 octobre : à Genève, l'équipe de Suisse s'impose 2-1 face à l'équipe de France.

## Novembre
- 10 novembre : América Football Club est champion de l'État de Rio de Janeiro.
- 10 novembre : au Parc des Princes de Paris, l'équipe de France s'impose 2-0 face à l'équipe de Suède.
- 24 novembre : Portuguesa de Desportos est champion de l'État de Sao Paulo.

## Décembre
- 18 décembre : Boca Juniors est champion d'Argentine.

## Naissances
Plus d'informations : Liste d'acteurs du football nés en 1935.
- 16 janvier : Udo Lattek, entraîneur allemand.
- 10 février : Miroslav Blažević, entraîneur croate.
- 2 mai : Luis Suárez, footballeur espagnol.
- 8 mai : Jack Charlton, footballeur anglais.
- 29 mai : Jean-Pierre Escalettes, dirigeant français.
- 12 juillet : Hans Tilkowski, footballeur allemand.
- 7 août : Pedro Manfredini, footballeur argentin.
- 2 octobre : Omar Sívori, footballeur argentin.

## Liens
- RSSSF : Tous les résultats du monde